# Nitroxazepine
Nitroxazepine (tên thương hiệu Sintamil) là thuốc chống trầm cảm ba vòng (TCA) được giới thiệu bởi Ciba-Geigy (nay là Novartis) để điều trị bệnh trầm cảm ở Ấn Độ vào năm 1982. Nó cũng được chỉ định để điều trị bệnh đái dầm. Nitroxazepine hoạt động như một chất ức chế tái hấp thu serotonin-norepinephrine và có tác dụng tương tự imipramine, nhưng với một số ưu điểm nhất định, chẳng hạn như tác dụng phụ kháng cholinergic thấp hơn.